# 山下俊一
山下俊一（日语：／，1952年－）是日本醫學者。他擔任長崎大學研究所医齿药学总合研究科長，永井隆紀念國際被爆者醫療中心所長。2011年7月以後，他還擔任福島醫科大學副校長。他以「100毫西弗先生」（Mr. 100mSv）之称著名。

## 經歷
1952年，生于長崎縣長崎市。他是被爆二世，因為他的母親是長崎原子彈受害的被爆者。山下也是在長崎浦上（現長崎市一部份）受了教難的天主教友後裔。根據他自己的話，他尊敬永井隆（在在長崎原子彈爆炸中身受重傷的醫學者，也是《長崎和平鐘聲》的著者）而決定了當醫生。他是屬於長崎總教區城山教會的教友而擔任天主教醫生會長崎支部支部長。
- 1978年 畢業長崎大学醫學部
- 1984年 畢業業長崎大学大学院（研究所）醫學研究科博士課程
- 1989年 醫學博士
- 1990年 長崎大学醫學部教授
- 2000年 在原子力委員会的「原子力的研究、關於開発以及利用的長期計画」第五分科会構成員[7][8]
- 2002年 對於原子力安全委員会 原子力施設等防災専門部会作成的「關於在原子力災害時預防服用碘化钾片的想法」，擔任主持調查者」[9]
- 2003年 兼務長崎大学永井隆紀念國際被爆者醫療中心所長
- 2004年12月15日 派遣到世界衛生組織（WHO）2年[10]
- 2009年 在原子力委員会的原子力安全研究専門部会・環境放射能安全研究分科会構成員[11][12]
- 2009年11月5日 就任日本甲状腺學會理事長[13]
- 2011年4月11日現在、原子力損害賠償紛争審査会委員[14]
- 同年7月15日休假了長崎大大学院教授、與廣島大學原爆放射線醫科學研究所長神谷研二一起就任福島縣立醫科大学副校長[15][16]

## 車諾比核電廠事故後的健康調查
自1991年，山下參加了關於車諾比核電廠事故健康調查。他到遭受災害地方的訪問了100多次，與和他兒子年齡相仿的兒童及他們的母親溝通。他覺得那個地方就像是長崎附近。他認爲在兒童身上發生的甲状腺癌症增加了，但是否定了其他健康問題，如白血病。

## 福島第一核電廠事故後的言行和其影響
2011年3月20日，接了福島縣知事佐藤雄平的邀請，與長崎大學教授高村昇山下擔任福島縣輻射風險顧問。福島縣的地方報紙福島民報報導「關於輻射和健康，他們向縣民提供正確的知識」。于3月21日在福島市舉行的講演上，山下向聽眾說了:
「之後，福島這個名字對全世界傳遍。什麽都是福島，福島，福島！廣島和長崎輸了。這是好厲害。福島這個名子在世界有最大的響聲。危機就是機會，最大的機會。雖然它沒有做什麽，福島出名了！」
「多微笑，輻射就傷害不了你……假如你愁眉苦臉，放射線反而會對你造成不良影響，這在動物身上已經獲得實驗證實……」

另外，他強調了100毫西弗每小時以下的輻射量對健康沒有甚麼影響。但是，這個輻射量在福島縣的官方網頁訂正為10微西弗每小時。
同年9月，在日本財團的後援下，山下教授在福島醫科大學召開首屆核災國際研討會」。
東日本大震災滿一周年的2012年3月11日，山下在阿拉伯聯合酋長國杜拜的哈利法大學向學生，教員和職員講了福島第一核電廠事故。

## 外部連結
- 永井隆紀念國際被爆者醫療中心 （页面存档备份，存于）